# ليلي هلبرن
ليلي هلبرن (بالإنجليزية: Lily Halpern)‏ هي مغنية أمريكية، ولدت في 30 نوفمبر 1991 في بوسطن في الولايات المتحدة.